# الغواصة الألمانية يو-1054
غواصة يو-1054 غواصة يو بوت ألمانية من غواصة الفئة السابعة سي بنيت لسلاح بحرية ألمانيا النازية كريغسمارينه، في أحواض  خلال الحرب العالمية الثانية.